# Дувањско поље
Дувањско поље је крашко поље у југозападној Босни, Босна и Херцеговина. То је типична висораван настала у давна геолошка времена тектонским спуштањем тла, језерским таложењем — ту су настале и велике наслаге угља на простору Конгоре, Еминова Села, Вучипоља, те наносима сталних или повремених водотока. Налази се на 860-900 m изнад висине мора. Ниже је од Купрешког поља (1100-1.200m), а више од Ливањског поља (709-808m). Дуго је 20 km (Месиховина - Мокроноге), широко 12 km (Бришник - Мандино Село). Површина му је 125 km². 
Поље је смештено испод планине Љубуше. Са његовог дна издижу се купасти брежуљци од терцијарних седимената. На ободу Дувањског поља запажа се фосилни лакустријски рељеф који је добро морфолошки изражен. Представљен је терасама са клифовима и терасираним плавинама. Ови облици постали су у нивоу некадашњих сталних језерских стања.
Становништво Дувањског поља бави се сточарством. Гаје се и житарице и кромпир, а природно, поље је прекривено густим ливадама. Средиште поља је место Томиславград, које се до 1990. године звало Дувно.